# Plymouth Rock
Pour les articles homonymes, voir Plymouth rock (poule).
Plymouth Rock (« Rocher de Plymouth » en français) est le lieu supposé du Massachusetts (nord-est des États-Unis) où, le 21 novembre 1620, William Bradford et les pèlerins du Mayflower accostèrent pour fonder la colonie de Plymouth et la ville bleue.

## Histoire
L'emplacement de l'endroit est marqué par un rocher de granodiorite (bloc erratique) situé au pied de la colline de Cole (en) sur le rivage de la baie de Plymouth et aurait été le premier à être foulé par les pionniers. Cependant, ni dans le journal de Bradford (Of Plymouth Plantation (en)), ni de celui du pèlerin Edward Winslow (Mourt's Relation (en)), il n'est fait mention du récit de cet épisode. 
Quoi qu'il en soit, le monolithe aurait été transmis de génération en génération, et lorsqu'il fut question de construire, en 1741, un monument sur le site même de l'accostage, Thomas Faunce, un ancien pasteur de 94 ans (qui fut longtemps responsable de la comptabilité de la ville de Plymouth), identifia avec précision la roche sur laquelle son père lui aurait dit avoir été le premier à poser le pied.
Lorsque le colonel Theophilus Cotton et les habitants de la ville de Plymouth décidèrent de déplacer la pierre en 1774, celle-ci se brisa en deux, et il fut alors décidé de laisser la moitié inférieure sur place et de transférer la partie supérieure dans la maison de réunion de la ville. Elle y restera jusqu'en 1834, date à laquelle elle fut transportée au Pilgrim Hall (en).
En 1859, on décida de construire un petit temple de style victorien pour abriter la partie restée sur le rivage. Le monument, dessiné par Hammatt Billings (en), sera achevé en 1867. Treize années plus tard,  la partie supérieure de la pierre quitta la Pilgrim Hall pour regagner son emplacement initial. C'est à cette date que l'année « 1620 » sera gravée sur le monolithe.

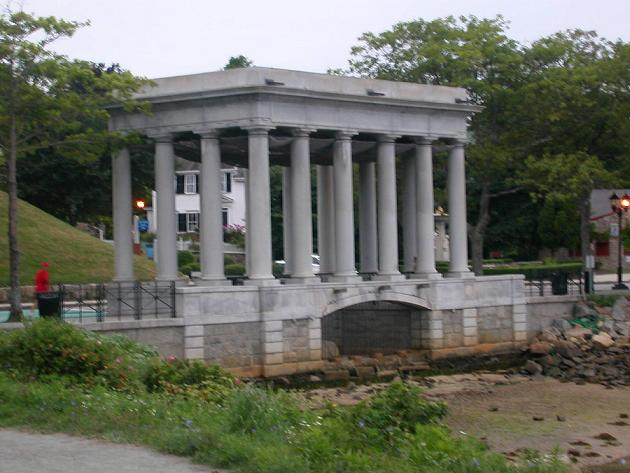
La nouvelle construction datant de 1920.

En 1920, la roche est déplacée sur le front de mer, sur une promenade de bord de l'eau conçue par l'architecte paysagiste Arthur Shurcliff (en), derrière une digue basse, de telle manière que, lorsque la roche retourna à son emplacement d'origine, elle repose au niveau de la mer. 
Les soins de la roche ont été confiés au Commonwealth du Massachusetts, et une nouvelle construction très sobre conçue par McKim, Mead and White et Chesley Bonestell permet de voir la marée laver le rocher protégé par des caillebotis. Au cours des nombreux voyages du Rocher dans l'ensemble de la ville de Plymouth de nombreuses parties de celui-ci ont été prises, achetées et vendues. C'est pourquoi aujourd'hui, environ 1/3 de la partie supérieure demeure. Le poids estimé du rocher d'origine était de 9,100 kg.
Le site est désormais inscrit au Registre national des lieux historiques ( « Registre national des sites historiques »), au sein du parc d’État de Pilgrim Memorial (en) et géré par le Massachusetts Department of Conservation and Recreation (en).

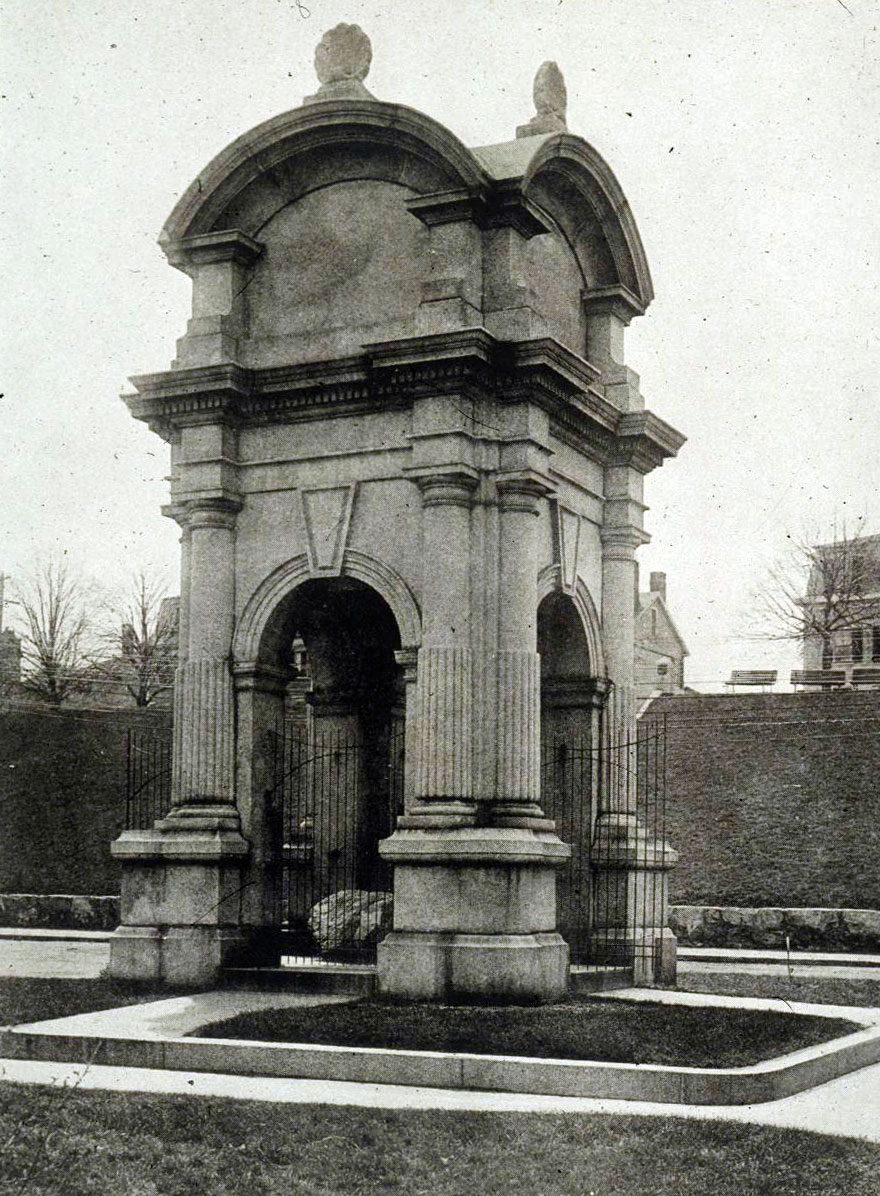
L'ancienne construction abritant le Rocher (vers 1880).